# Füzér
Füzér ist eine ungarische Gemeinde im Kreis Sátoraljaújhely im Komitat Borsod-Abaúj-Zemplén. Im Ortsgebiet befindet sich eine der bekanntesten Burgen Ungarns.

## Geografische Lage
Füzér liegt in Nordungarn, an der Grenze zur Slowakei, 69 Kilometer nordöstlich des Komitatssitz Miskolc und 22,5 Kilometer nordwestlich der Kreisstadt Sátoraljaújhely. Die höchsten Erhebungen auf dem Gemeindegebiet sind die Berge Kis-Milic mit 892 Metern und Nagy-Milic mit 894 Metern Höhe, die unmittelbar an der Grenze zur Slowakei liegen. Nachbargemeinden sind Pusztafalu, Füzérkajata, Filkeháza, Füzérkomlós und Hollóháza. Jenseits der Grenze liegt die slowakische Gemeinde Slanská Huta. Die slowakische Stadt Košice befindet sich 24 Kilometer nordwestlich.

## Geschichte
Im Jahr 1913 gab es in der damaligen Kleingemeinde 158 Häuser und 719 Einwohner auf einer Fläche von 10.212 Katastraljochen. Sie gehörte zu dieser Zeit zum Bezirk Füzér im Komitat Abaúj-Torna.

## Sehenswürdigkeiten
- Burg Füzér (Füzéri vár oder Füzér Vára)
- Heimatmuseum, in einem Haus, das 1789 erbaut wurde
- Kruzifix aus dem Jahr 1831
- Naturpark Nagy-Milic (Nagy-Milic Natúrpark)
- Péter-Perényi-Büste, erschaffen von Antal Borsi
- Reformierte Kirche, erbaut 1785, mit bemalter Kassettendecke
- Römisch-katholische Kirche Szent István király, ursprünglich aus dem 13. Jahrhundert, umgebaut 1759 im barocken Stil
- Trianon-Denkmal
- Durch den Ort führt der Fernwanderweg Országos Kéktúra

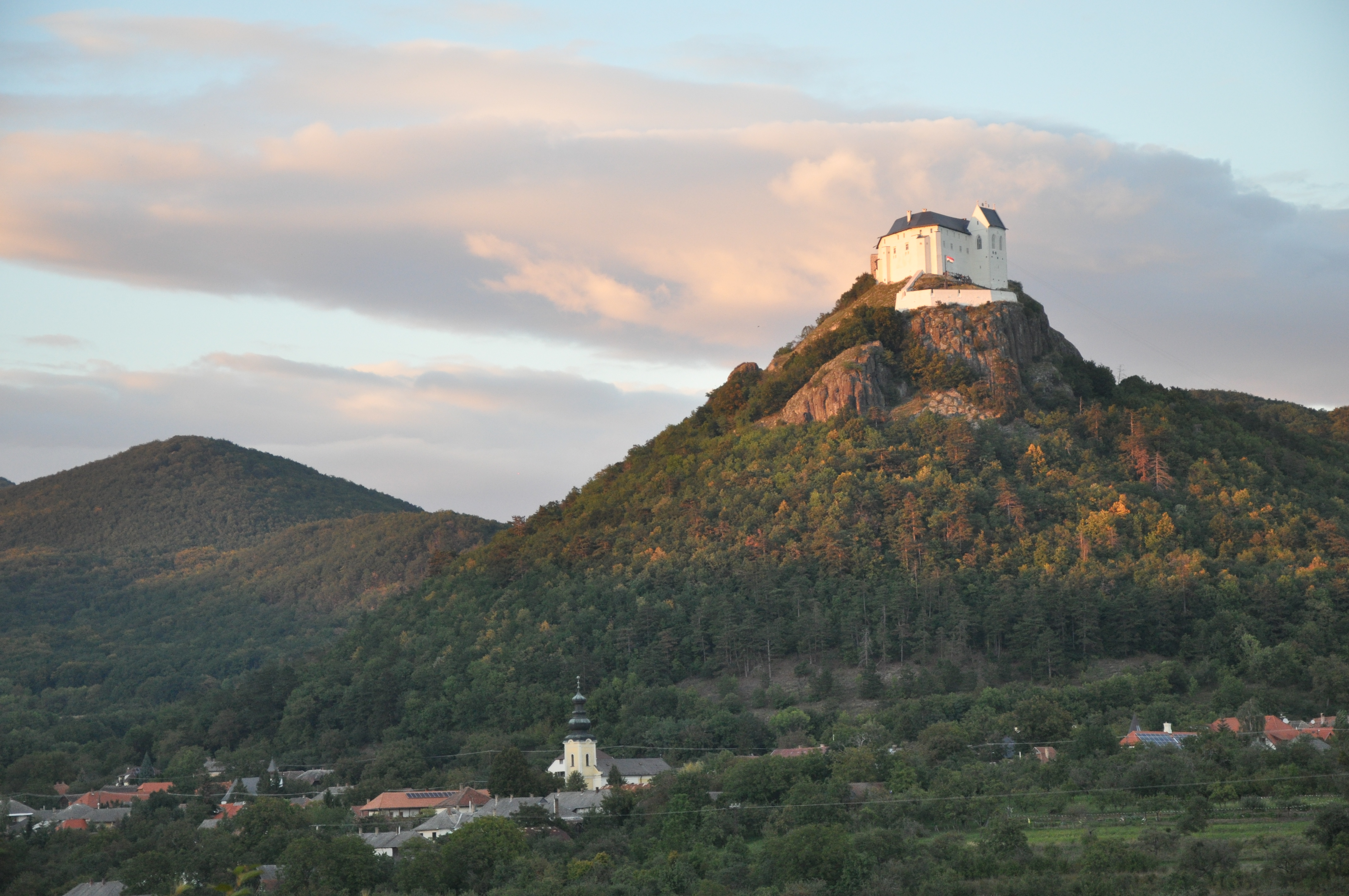
Blick auf Füzér mit Kirche und Burg
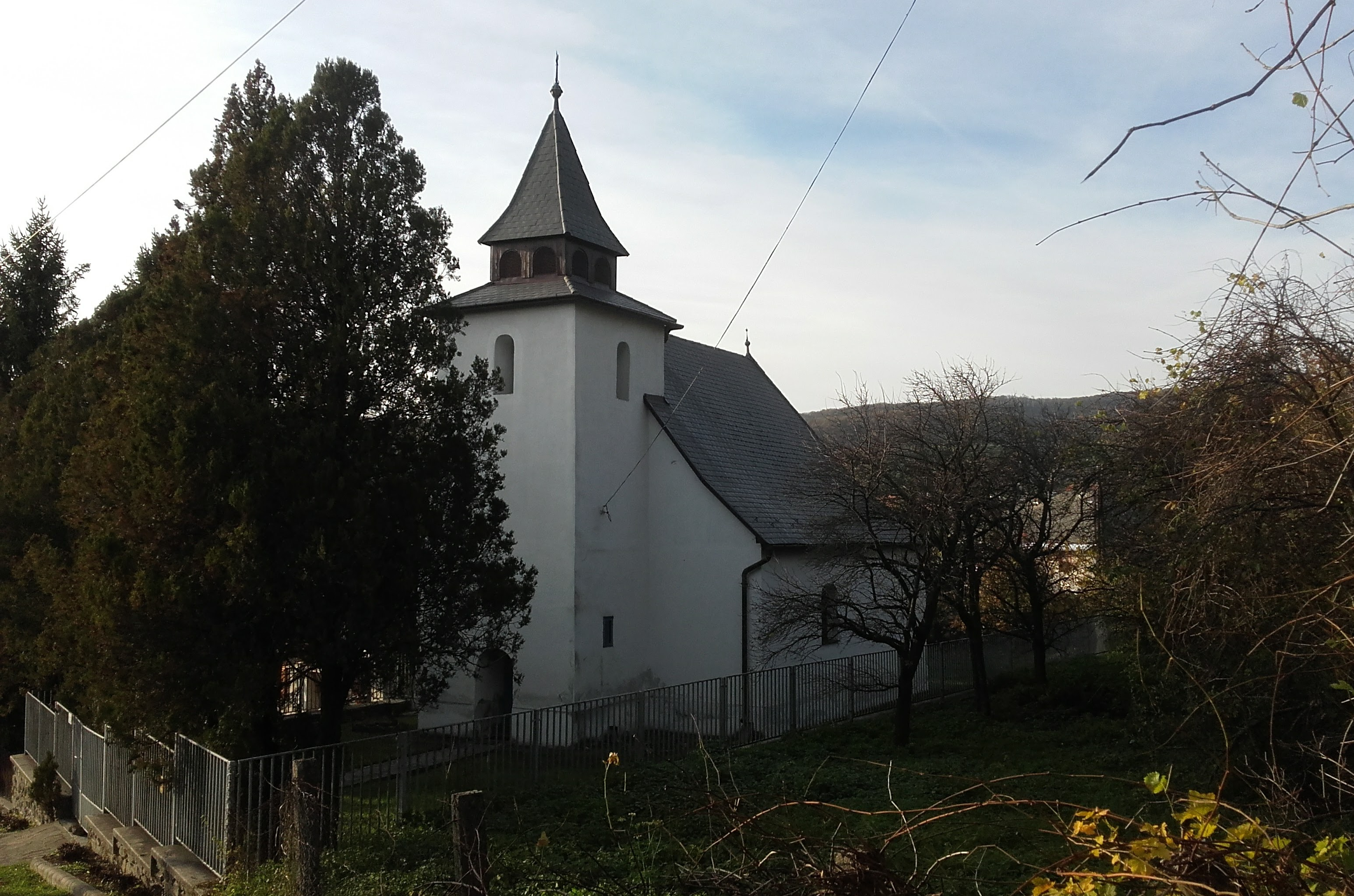
Reformierte Kirche
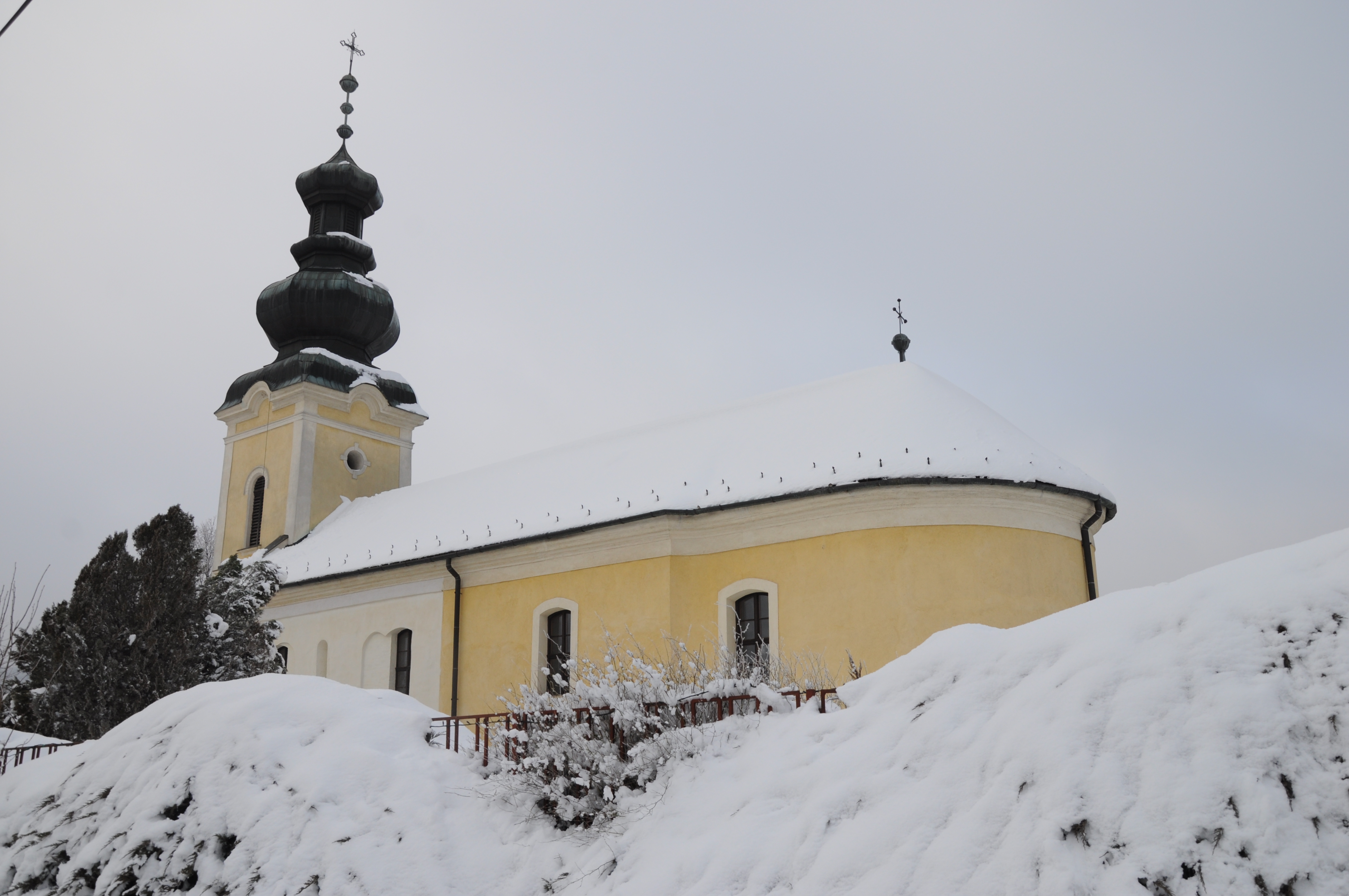
Römisch-katholische Kirche Szent István király
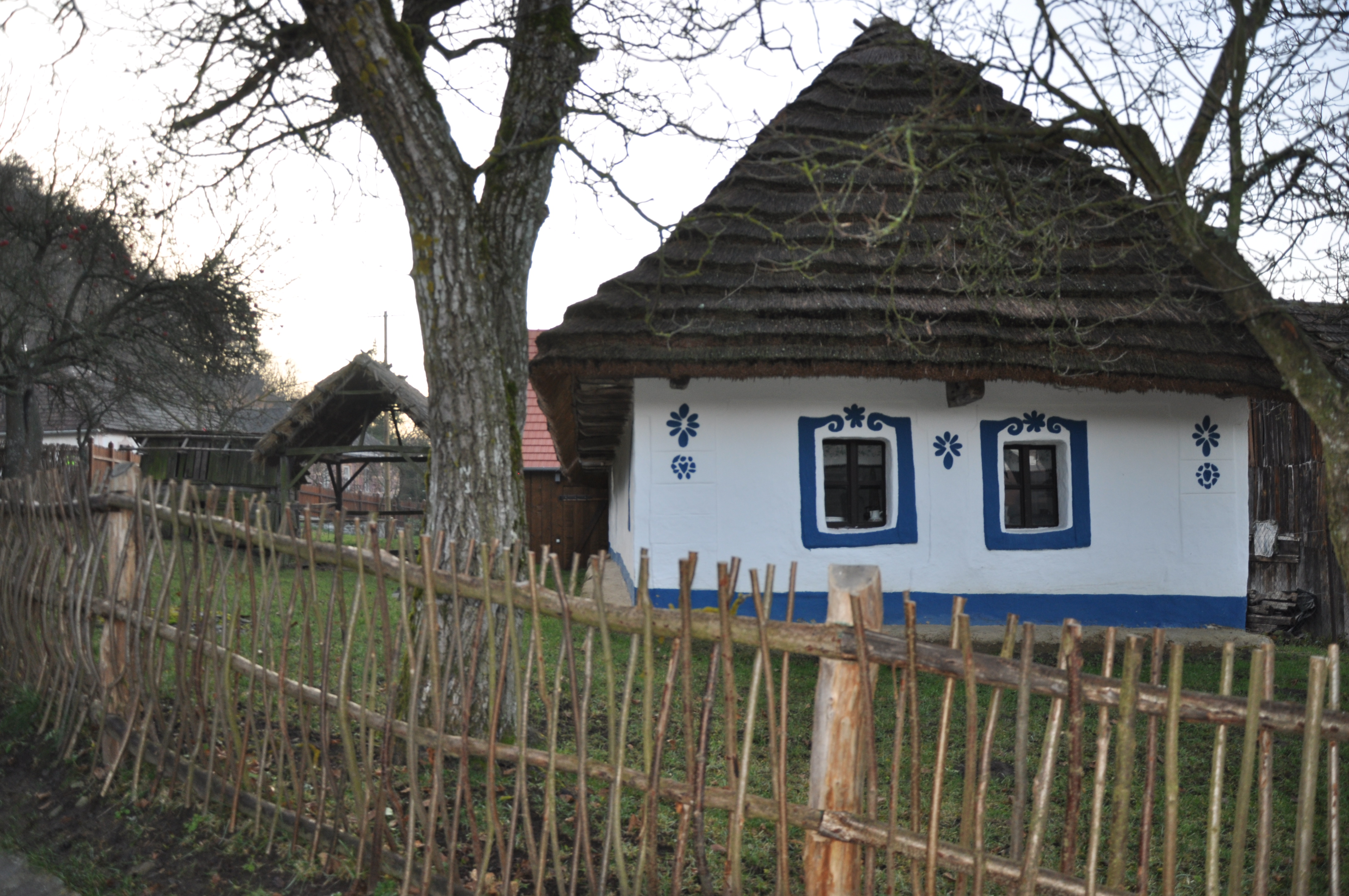
Heimatmuseum
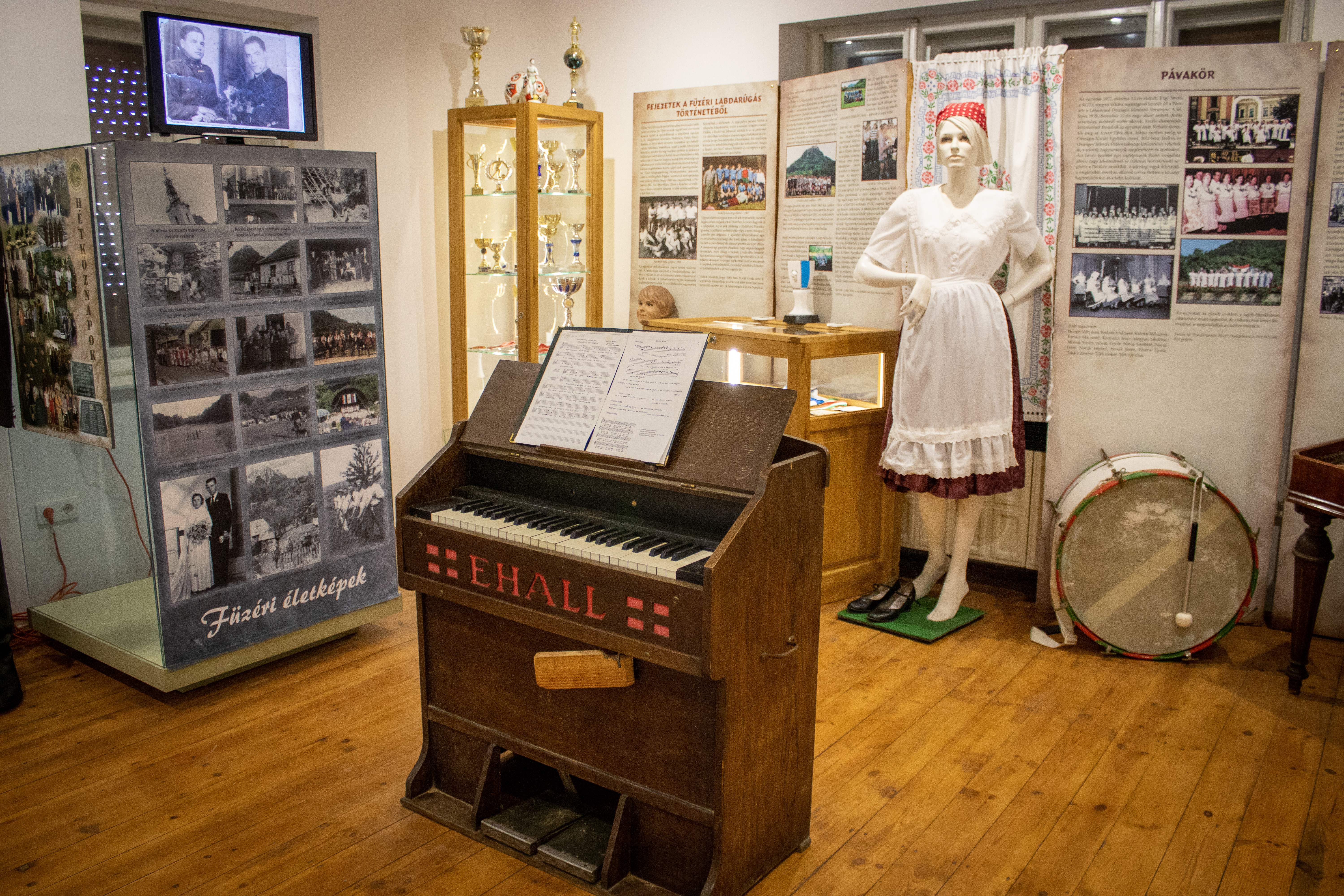
Raum im Heimatmuseum

## Verkehr
Füzér ist nur über die Nebenstraße Nr. 37121 erreichbar. Es bestehen Busverbindungen über Filkeháza und Pálháza
nach Sátoraljaújhely, wo sich der nächstgelegene Bahnhof befindet.